# Utkirbek Haydarov
Utkirbek Haydarov (Уткирбек Хайдаров, født 25. januar 1974 i Andijo) er en uzbekistansk bokser, der konkurrerede i letsværvægtdivisionen (81 kg) ved Sommer-OL 2004 og vandt bronzemedaljen.
Den aggressive højrefodsbokser vandt mellemvægtverdenstitelen seks år tidligere i Houston, men tabte sin første kamp ved OL 2000 og rykkede op i vægt.

## Olympiske resultater
- 2000 (som Mellemvægt)
- Tabte til Gaydarbek Gaydarbekov (Rusland) 10-11
- 2004 (som Letsværvægt)
- Besejrede Isaac Ekpo (Nigeria) 21-11
- Besejrede Abdelhani Kensi (Algeriet) 31-19
- Besejrede Ihsan Yildirim Tarhan (Tyrkiet) fra 16 til 11
- Tabte til Andre Ward (USA) 15-17